# Покровский, Константин Доримедонтович
Константи́н Доримедо́нтович Покро́вский (11 (23) мая 1868, Нижний Новгород — 5 ноября 1944, Киев) — русский, советский астроном, член-корреспондент АН СССР, профессор. Ректор Пермского отделения Императорского Петроградского университета (1916–1917), первый ректор Пермского университета (1917–1918).

## Биография
Константин Доримедонтович Покровский родился 11(23) мая 1868 г. в Нижнем Новгороде в семье протоиерея, священника Нижегородско-Похвалинской церкви Доримедонта Васильевича Покровского (1832—1918) и его жены Екатерины Васильевны. Окончил нижегородскую классическую гимназию, а в 1891 году — отделение математических наук физико-математического факультета Московского университета с дипломом 1-й степени. С 1891 года — сверхштатный ассистент Астрономической обсерватории Московского университета. С 1 октября 1892 года по 1 июля 1893 года преподавал в Московском реальном училище. В 1890—1895 гг. — заведующий общедоступной частной обсерваторией Ф. Швабе в Москве.
В 1896 г. назначен на должность астронома-наблюдателя в Юрьевский университет. Входил в состав членов первого научного астрономического общества в России — Нижегородского кружка любителей физики и астрономии. В 1902 г. защитил диссертацию на степень магистра астрономии на тему: «Происхождение периодических комет». В 1906 г. был избран профессором астрономии вольной высшей школы в Санкт-Петербурге, одновременно продолжал работу в Юрьевском университете.
В 1907 г. был избран на должность экстраординарного профессора Юрьевского университета. Директор Астрономической обсерватории Юрьевского университета (1908—1915).
В ноябре 1915 г. после защиты диссертации «Строение хвоста кометы 1910» К. Д. Покровский получил степень доктора астрономии и геодезии в Московском университете.
В 1916 г. был назначен ординарным профессором Юрьевского университета и командирован в качестве и. о. ректора в Пермь для организации вновь открываемого там отделения Петроградского университета.
После учреждения в Перми в 1916 г. университета единогласно избран его ректором. В этой должности работает с 1 июля 1916 по 29 мая 1918 года.
В 1919—1920 гг. читал лекции по астрономии в Томском университете.
В 1920 г. избран на должность старшего астронома Главной Российской обсерватории (ГРАО) в Пулкове, а также старшим руководителем военно-геодезического отдела Московского межевого института. Был избран почётным членом Русского общества любителей мироведения, входил в редколлегию журнала РОЛМ «Мироведение». В январе 1927 г. К. Д. Покровский был избран членом-корреспондентом АН СССР. В 1930—1932 гг. работал заместителем директора Пулковской обсерватории. Одновременно преподавал в Военно-инженерной академии, Ленинградском горном институте, Педагогическом институте имени А. И. Герцена. Неоднократно избирался председателем совета Ассоциации астрономов РСФСР.
С 1933 г. К. Д. Покровский — председатель Одесского отделения Всесоюзного астрономо-геодезического общества (ВАГО). Также был избран председателем Комиссии по строительству планетариев на Украине при АН УССР. С сентября 1934 г. — директор Астрономической обсерватории Одесского государственного университета. Заведующий кафедрой астрономии (с 1934 г.), декан физико-математического факультета ОГУ (1937—1938).
К. Д. Покровский не мог эвакуироваться в начале Великой Отечественной войны из-за возраста (в 1941 г. ему было 73 года) и болезни жены. Продолжал работать директором обсерватории и в университете. 15 сентября 1943 г. в «Институте антикоммунистической пропаганды» (открыт оккупационными властями при Одесском университете в мае 1943 г., с октября переименован в Институт социальных наук) прочёл лекцию «Скорбные страницы в истории Пулковской обсерватории». В ночь с 10 на 11 мая 1944 г. К. Д. Покровский был арестован отделом УНГБ по Одесской обл. по ст. 54-1а УК УССР (измена Родине). В постановлении на арест в качестве основного обвинения фигурировал факт прочтения Покровским лекции «Разгром большевиками Пулковской обсерватории» (см. «Пулковское дело»).Однако, на допросах К. Д. Покровский своей вины не признавал, а лекцию назвал объективной. Переведён 7 июля 1944 г. в следственную часть НКГБ УССР (г. Киев). Находился в тюрьме № 1 УНКВД Киевской обл. Умер в тюремной больнице 5 ноября 1944 г.
Реабилитирован посмертно 27 июля 1993 г.

## Научная деятельность
Научные интересы К. Д. Покровского были многогранны. Он занимался и теоретическими, и сугубо экспериментальными вопросами. Изучению ряда комет и планет, связи комет с метеорными потоками, физическому объяснению движения материи в хвостах комет было посвящено не менее ста его публикаций в отечественных и зарубежных журналах. Им издан ряд популярных работ по астрономии. По его снимками в 1913 г. Г. М. Неуёмин первым в Российской империи открыл комету.
В Юрьеве под его руководством строится новое здание обсерватории, приобретаются новые инструменты, организуются экспедиции для наблюдения затмения Солнца.
В Пулковской обсерватории К. Д. Покровский проводит на 15-дюймовом рефракторе наблюдения комет, малых планет, двойных звёзд.
К. Д. Покровский разработал методы небесной механики для определения орбит облачных образований в хвостах комет.
Он был активным педагогом (преподавал астрономию в различных учебных заведениях) и популяризатором астрономических знаний. Читал научно-популярные лекции во многих городах страны. Автор книги «Путеводитель по небу: Практическое руководство к астрономических наблюдениям невооруженным глазом и малой трубой» (первое издание в 1894), учебников по космографии для среднего и учебника по практической астрономии для высшего образования. Им издан ряд популярных работ по астрономии.
1934—1944 гг. Константин Доримедонтович был директором Астрономической обсерватории Одесского университета. Под руководством К. Д. Покровского в Одесском университете была восстановлена кафедра астрономии и открыта аспирантура при ней. Проводились наблюдения двойных звезд с целью изучения законов их движения, изучались связи метеоров с их родительскими кометами, проводились исследования Солнца в основном по данным наблюдений затмений, спектрофотометрия звезд. К началу войны К. Д. Покровскому удалось издать два тома трудов одесских астрономов.
С 1940 гг. — Председатель комиссии по созданию планетариев на Украине при АН УССР.

## Основные труды
- Покровский К. Д. Строение хвоста кометы 1910 I // Ученые записки Императорского Юрьевского ун-та. 1915. № 10. Юрьев: тип. Маттисена. — С. I—VIII и С. 1—76.
- Покровский К. Д. Путеводитель по небу. Практическое руководство к астрономическим наблюдениям невооруженным глазом и малой трубой. — М., 1894.
- Покровский К. Д. Путеводитель по небу. Практическое руководство к астрономическим наблюдениям невооруженным глазом и малой трубой. — СПб.: Изд-во т-ва А. Ф. Маркс, 1897. — 294 с.
  - Путеводитель по небу. Практическое руководство к астрономическим наблюдениям невооруженным глазом и малой трубой. — Изд. 4-е испр. и доп. изд. — Берлин, ГИЗ, 1923. — 262 с. с ил., табл., черт.; 9 л. ил., карт., график.
- Покровский К. Д. Звёздный атлас для всеобщего ознакомления с небом и систематических наблюдений. — СПб.: Изд-во т-ва А. Ф. Маркс, 1905. — 13 с. с 13 карт.; 2 табл., 15 сеток, 5 рис. (Разм. 26х39 см.).
- Покровский К. Д. Курс космографии. Для средних учебных заведений. — Киев: Изд- во Пироговского т-ва, 1908. — 176 с. (1915. — 211 c.).
- Покровский К. Д. Попытки изменения формулы Ньютона для закона всемирного тяготения // Изв. Русского астроном. о-ва. — СПб., 1898.
- Покровский К. Д. Успехи астрономии в XIX столетии. Общедоступные очерки. — СПб.: Изд-во ред. журн. «Образование», 1902. — 276 с.
- Покровский К. Д. Происхождение периодических комет. — М., 1902.
- Покровский К. Д. Образование миров. Одесса: Изд-во Matezis, 1908. — 227 c.
- Покровский К. Д. Краткий учебник космографии. — Киев: Изд-во Пироговского т-ва, 1911. — 112 с. / Л.: Тип. Печатный двор, 1924. — 98 с.
- Покровский К. Д. О наблюдениях падающих звёзд // Природа. — 1912. — № 1. — С. 7—24.
- Покровский К. Д. Новейшие успехи астрономии. — СПб.: Изд-во П. П. Сойкина, 1914. — 82 с.
- Покровский К. Д. Курс практической астрономии. — Л.; М.: ГТТИ, 1932. — 217 с.
- Покровский К. Д. Пулковская обсерватория. — Л.; М.: ГТТИ, 1933. — 18 с.
- Покровский К. Д. Столетие Пулковской обсерватории. — Одесса: Тип. им. Ленина, 1941. — 11 с.
- Лекция К. Д. Покровского // Нижегородский листок. — 1900. — № 19.
- Бредихин Ф. А. О хвостах комет. Сер. «Классики естествознания» / под общ. ред. К. Д. Покровского. — Л.; М.: ГТТИ, 1934. — 283 с.

## Награды и премии, почётные должности
- Малая премия императора Петра Великого (1894)
- Премия императора Николая II (1894)
- Орден Святого Станислава 3-й степени (1901)
- Орден Святого Владимира 4-й степени (1917)
- Медаль «В память царствования императора Александра III»[12]
- Медаль «В память 300-летия царствования Дома Романовых»[12]
- Почётный член Русского астрономического общества (РАО)[5]
- Почётный член Московского общества любителей астрономии (МОЛА)[5]
- Почётный член Русского общества любителей мироведения (РОЛМ)[13]

## Память
В Пермском университете с 1992 г. для лучших студентов учреждена именная стипендия в честь Константина Доримедонтовича Покровского.